# John Tunstall
John Henry Tunstall (Londra, 6 marzo 1853 – Carrizozo, 18 febbraio 1878) è stato un allevatore britannico naturalizzato statunitense, coinvolto in quella che venne definita la guerra del bestiame della contea di Lincoln. Venne ucciso a tradimento e la sua morte provocò la reazione di alcuni dei suoi lavoranti, tra cui si trovava anche Henry McCarty, divenuto famoso in seguito come Billy the Kid.

## Biografia
Nato a Hackney, quartiere di Londra, emigrò in Canada, a Victoria nella Columbia Britannica. Suo padre era socio in una ditta per cui lavorò anche lui. Nel 1876 lasciò il Canada per gli Stati Uniti dove, dopo qualche esitazione, alla fine decise di comperare un ranch nel Nuovo Messico. Subito dopo il suo arrivo a Santa Fe conobbe un avvocato, Alexander McSween, che lo persuase a investire nella contea di Lincoln.
Tunstall comperò un ranch sul Rio Feliz a circa una cinquantina di chilometri a sud della città di Lincoln, cominciando così la sua attività di allevatore. McSween e Tunstall vennero finanziati da John Chisum, proprietario di una vasta tenuta e di un allevamento di oltre centomila capi di bestiame.
Aprì anche un emporio in città, dove si trovò a competere con James Dolan e Lawrence Murphy. I due avevano avuto fino a quel momento in mano tutto il commercio locale e avevano controllato ogni transazione commerciale. Gli abitanti, davanti ai prezzi più ragionevoli di Tunstall, cominciarono a fare affari con lui. L'attività commerciale di Tunstall lo portò a scontrarsi con il "Santa Fe Ring", un gruppo di uomini potenti che annovera tra le sue file giudici, politici, latifondisti oltre a Samuel Beach Axtell, capo della suprema corte.
Murphy e Dolan, in seguito alla perdita dei loro clienti, rischiavano la bancarotta. Di conseguenza, cercarono di sbarazzarsi di Tunstall. Dapprima ricorrendo alla legge, quindi assoldando dei pistoleri, molti dei quali erano membri della banda chiamata "The Boys". Tunstall fece ricorso a piccoli allevatori e cowboy che avevano avuto a che fare con Murphy e Dolan. Li assunse al ranch dove lavoravano e lo proteggevano. Tra questi, anche un ragazzo di 18 anni, William Bonney, che in seguito sarebbe stato soprannominato Billy the Kid.
Il 18 febbraio 1878 Tunstall, insieme ad alcuni suoi lavoranti, incluso William Bonney, stava portando nove cavalli dal ranch in città quando al ranch si presentò un gruppo con a capo lo sceriffo William Brady che portava una notifica per McSween. Nonostante il mandato non c'entrasse nulla con Tunstall, Brady gli lanciò lo stesso dietro alcuni dei suoi, tra cui anche il famigerato pistolero e ladro di cavalli Jesse Evans. Alla vista degli inseguitori, William Bonney e gli accompagnatori di Tunstall, notato che tra il gruppo inviato dallo sceriffo ci fossero vari pistoleri, esortarono lo stesso Tunstall a darsi alla fuga insieme a loro. Solo e disarmato Tunstall decise di non fuggire e, raggiunto dagli uomini che mostravano le insegne della legge, fu assassinato alle spalle con due colpi di pistola alla nuca. Oggi Tunstall riposa in quella che viene definita Tunstall-McSween Gravesite, nei pressi di Lincoln, Nuovo Messico.

## Cinema
La figura di Tunstall appare in alcuni film:
- Furia selvaggia (The Left Handed Gun) di Arthur Penn - interpretato da Colin Keith-Johnston (1958)
- Chisum di Andrew V. McLaglen - interpretato da Patric Knowles (1970)
- Young Guns - Giovani pistole (Young Guns) di Christopher Cain - interpretato da Terence Stamp (1988)

Sebbene avesse 24 anni al momento della sua morte,è stato interpretato nel film da attori che avevano rispettivamente 50 anni (Terence Stamp), 58 (Knowles) e 62 (Keith-Johnston).